# كاثي سييرا
كاثي سييرا (بالإنجليزية: Kathy Sierra)‏ هي مطورة ألعاب فيديو ‏ ومبرمجة أمريكية، ولدت في 1957 في كاليفورنيا في الولايات المتحدة.